# Vasili Bereza
Vasili Konstantinovich Bereza –en ruso, Василий Константинович Береза– (1958) es un deportista soviético que compitió en piragüismo en la modalidad de aguas tranquilas. Ganó tres medallas en el Campeonato Mundial de Piragüismo en los años 1982 y 1983.

## Palmarés internacional
| Campeonato Mundial | Campeonato Mundial    | Campeonato Mundial | Campeonato Mundial |
| Año                | Lugar                 | Medalla            | Evento             |
| ------------------ | --------------------- | ------------------ | ------------------ |
| 1982               | Belgrado (Yugoslavia) | Medalla de plata   | C2 10 000 m        |
| 1982               | Belgrado (Yugoslavia) | Medalla de bronce  | C1 1000 m          |
| 1983               | Tampere (Finlandia)   | Medalla de oro     | C1 1000 m          |